# Lange Brinkweg 28a (Soest)
Lange Brinkweg 28a is een gemeentelijk monument in Soest in de provincie Utrecht.
De langhuisboerderij behoorde in de middeleeuwen tot eigendommen van de Paulusabdij in Utrecht. Het behoorde toen tot de zogenaamde Vliegensengerhoeve. In 1928 was de boerderij aan het Kerkpad NZ 37. Daarna is het terrein daartussen volgebouwd. In 1875 vond een grote verbouwing plaats. Met het overlijden van Wouter van Logtenstijn in 1921 kwam een eind aan 180 jaar bewoning door de Van Logtenstijns. Met de maten nam men het vroeger blijkbaar minder nauw: de zijde aan de Lange Brinkweg is één meter breder aan de zijde van het Kerkpad. Bij de verbouwing werd de vroegere boerderij 'omgedraaid', de voorzijde kwam aan de Lange Brinkweg. Ook kwam er een nieuw rAls in de zomer de stallen werden schoongemaakt woonden de bewoners zolang in een bijgebouw. De 'mooie kamer' werd niet gebruikt. Het pand werd daarna gebruikt als groente- en fruithandel. In 1957 werd de boerderij gebruikt door zeepfabrikant Dingemans Treffers uit Kaatsheuvel (Pébé). In 1967 werd het opslagruimte voor drogisterijartikelen. Bij een latere verbouwing werd de kelder volgestort en de opkamer uitgebroken. De boerderij is met de voorgevel naar het Kerkpad gericht.
In 1979 was de boerderij in zeer slechte staat en verzakt. Er was wel dertien centimeter hoogteverschil in de kamer. De aan meerdere zijden witgepleisterde boerderij is met riet gedekt. In de zijgevels van het middenlangstype stal zitten gietijzeren stalvensters. De achterbaander bevindt zich de met schuine hoeken afgeronde achtergevel.
In het woonhuis bevinden zich twee delen van historische tegeltableaux uit de tweede helft van de achttiende eeuw. De tegeltjes zijn versierd met bloemmotieven, huisjes en bloemen. Ook zijn er tableaus met Het Laatste Avondmaal, de Maagd Maria en de Kruisiging afgebeeld. In de schouw bevindt zich een kijkgat waardoor kon worden gezien wie er op de deel was.